# Antônio Martins Vasconcelos
 Antônio Martins de Vasconcelos  (Crateús, 1942 - Brasília, 28 de janeiro de 2020) foi um jornalista brasileiro. Foi presidente da extinta Radiobrás.

## Biografia
Antônio Martins nasceu na cidade de Crateús, no oeste cearense. Em Recife (PE), foi seminarista, mas decidiu deixar de lado a carreira religiosa para aprofundar os estudos em jornalismo. Ainda no Nordeste, foi secretário de Comunicação do estado de Pernambuco.
Durante o regime militar, o jornalista foi colunista do jornal O Globo, onde trabalhou com o atual secretário de Cultura do DF, Bartolomeu Rodrigues. Antes de vir a Brasília, o cearense também assumiu uma coluna no Jornal do Brasil. No rádio, Martins se destacou por presidir, entre os anos de 1987 e 1990, a antiga Radiobrás, hoje parte da Empresa Brasil de Comunicação (EBC).

## Morte
Morreu em Brasília, no dia 28 de janeiro de 2020, aos 77 anos de idade. O jornalista lutava contra a esclerose lateral amiotrófica (ELA) e estava internado havia 23 dias.